# Truncatoflabellum aculeatum
Truncatoflabellum aculeatum är en korallart som först beskrevs av Milne Edwards och Jules Haime 1848.  Truncatoflabellum aculeatum ingår i släktet Truncatoflabellum och familjen Flabellidae. Inga underarter finns listade i Catalogue of Life.